# Râul Buha
Râul Buha este un curs de apă, afluent al râului Sterminos. 

## Hărți
- Harta județului Hunedoara
- Harta munților Parâng [nefuncțională – arhivă]